# Exorista sorbillans
Exorista sorbillans is een vliegensoort uit de familie van de sluipvliegen (Tachinidae). De wetenschappelijke naam van de soort is voor het eerst geldig gepubliceerd in 1830 door Wiedemann. Lange tijd was de wetenschappelijke naam Exorista bombycis. 
De verouderde soortaanduiding bombycis slaat op de geslachtsnaam van de zijdevlinder (Bombyx mori). De vlieg zoekt voornamelijk de rupsen van deze soort op om de eieren af te zetten. De vlieg is een ware plaag in sommige delen van de wereld waar zijderupsen worden gekweekt. 